# Abdallah ben Abdelaziz Al Saoud
Abdallah ben Abdelaziz Al Saoud (en arabe : عبد الله بن عبد العزيز آل سعود), né le 1er août 1924 à Riyad et mort le 23 janvier 2015 dans la même ville, est, du 1er août 2005 à sa mort, roi d'Arabie saoudite.
Membre de la dynastie saoudienne, il est l'un des 53 fils du roi Abdelaziz, dit Ibn Saoud, fondateur de l'Arabie saoudite moderne, le seul fils de son épouse Fahda bint Assi Al Churaym.
Il a été prince héritier d'Arabie saoudite à l'accession au trône de son demi-frère ainé Fahd en 1982, puis régent de facto après que celui-ci a souffert d'une attaque cérébrale fin 1995, avant de régner de 2005 à 2015.
Il était en 2015, selon le magazine américain Forbes, la septième personne la plus influente au monde et le troisième souverain le plus riche du monde, avec une fortune estimée à 18,5 milliards de dollars.
Il meurt d'une pneumonie le 23 janvier 2015,.

## Biographie

### Origines familiales
Sa mère, Fahda bint Assi Al Churaym, est issue de la branche Abde de la tribu des Chammar, une des plus importantes du Moyen-Orient et dont fait partie le clan Al Rachid, ennemis héréditaires des Saoud. Elle est veuve de Saoud ben Abdelaziz ben Mutaïb Al Rachid, émir de Haïl (1910-1920), assassiné en 1920 par son cousin et successeur Abdallah ben Mutaïb ben Abdelaziz Al Rachid.
Après la chute de la dynastie Al Rachid (1921), leur vainqueur Abdelaziz ben Abderrahman Al Saoud dit ibn Saoud (1880-1953), émir du Nejed et futur roi de l'Arabie saoudite, pour asseoir définitivement sa conquête et la domination de la dynastie des  Al Saoud, se montre magnanime vis-à-vis des vaincus, et prend Fahda comme douzième épouse (sur trente-quatre), dont le roi Abdallah est le seul fils (mais le dixième fils du roi Abdelaziz).

### Prince héritier et régent

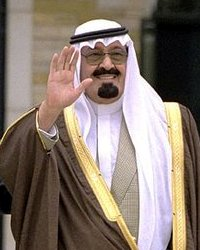
Abdallah en 2002.

Dès 1982, à la suite de son intronisation et suivant, en cela, la règle successorale adelphique, le nouveau roi Fahd octroie à Abdallah le titre de prince héritier, parce qu'il était le plus âgé des frères après lui. En 1996, il l'a installé à la tête du royaume en le nommant régent.
Le prince Abdallah a eu un rôle, peu médiatisé mais actif, dans la diplomatie de la région ; il a offert sa médiation entre la Syrie et la Jordanie en 1980 ; il eut un rôle décisif dans l'accord de Taëf, qui mit un terme à la guerre civile au Liban en 1989. Enfin, il s'est rapproché de ses voisins iraniens, comme en témoigne la visite officielle du président Mohammad Khatami en Arabie en 1999.
Il a entamé quelques timides réformes politiques en organisant des élections municipales ou en limitant les privilèges des quelque 25 000 membres de la famille royale.
Il a suivi le courant de la mondialisation en privatisant depuis 1997 une partie du secteur pétrolier saoudien. — L'Arabie saoudite est le premier producteur et exportateur mondial de pétrole.

### Roi d'Arabie saoudite

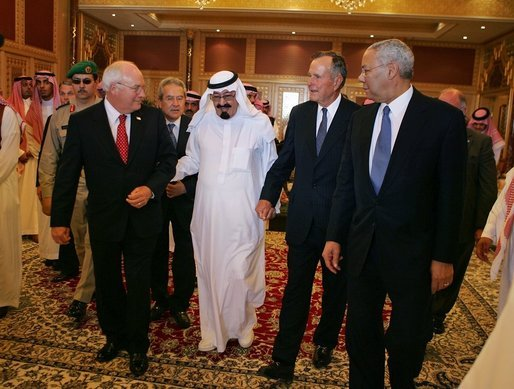
Abdallah ben Abdelaziz Al Saoud, en compagnie du vice-président américain Dick Cheney, de l'ancien président George H. W. Bush et de l'ancien secrétaire d'État Colin Powell en Arabie saoudite en août 2005.

Le 1er août 2005, il devient roi, à l'âge de 81 ans, à la mort de son demi-frère Fahd, disparu à l'âge de 84 ans d'une pneumonie. Son demi-frère, le prince Sultan ben Abdelaziz Al Saoud, ministre de la Défense depuis 1962, devient ensuite prince héritier. Mais ce dernier meurt le 22 octobre 2011 à New York, alors qu'il y suivait un traitement contre le cancer du côlon.
Il décide de construire, en 2007, près de Djeddah, la KAUST, une université des sciences et technologies dotée de 10 milliards de dollars de budget la plaçant au 6e rang mondial. Il pose également les premières pierres d'un Centre pour la connaissance et la culture à Dhahran le 20 mai 2008.
Le 14 février 2009, il surprend les observateurs internationaux en nommant  à des postes ministériels plusieurs hommes considérés comme « progressistes » ainsi qu'une femme (Norah Al-Fayez), une première dans l'histoire saoudienne. 
Pendant la vague de protestations et révolutions dans le monde arabe en 2010-2011, il apporte son soutien au président égyptien Hosni Moubarak avant sa démission, et accorde l'asile politique au président tunisien Zine el-Abidine Ben Ali. Alors que des appels à manifester ont été lancés en Arabie saoudite, le roi prend des mesures sociales à hauteur de 36 milliards de dollars. Pour l'occasion, il rentre au pays après trois mois d'absence. Les mesures qu'il annonce comprennent des allocations pour les chômeurs et les étudiants, des primes pour les fonctionnaires et des aides pour le logement notamment. Il gracie également des prisonniers.[réf. nécessaire]

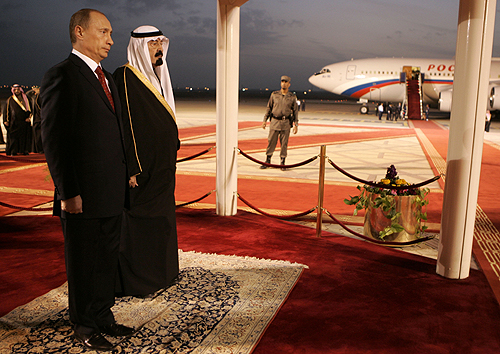
Le roi Abdallah avec Vladimir Poutine (2007).

Le 25 septembre 2011, le roi accorde le droit de vote et le droit d'éligibilité aux femmes pour les élections municipales, seul type d'élection existant dans ce pays. Le 11 janvier 2013, le roi (qui nomme tous les membres de son conseil consultatif) appelle 30 femmes à siéger au Conseil, soit 20 % des 150 membres.
Sous son règne, il a activement promu le dialogue inter-religieux, en recherchant les voix modérées du Moyen-Orient et en ouvrant un canal diplomatique vers les autres nations et civilisations non-arabes. Le 6 novembre 2007, il est reçu par le pape Benoît XVI au Vatican. Après une rencontre entre les Grands Ulémas d'Arabie et le pape Paul VI en 1974 au Vatican, c'est la première fois qu'une rencontre a lieu entre un souverain de l'Arabie saoudite, gardien des lieux saints de l’islam, et un pape. L'entrevue a pour objet le dialogue inter-religieux, avec en toile de fond la question de la liberté religieuse pour les chrétiens présents en Arabie saoudite.
Le 23 janvier 2015, après neuf ans de règne, le roi Abdallah s'éteint à Riyad à l'âge de 90 ans. En application des règles de succession adelphique en Arabie saoudite, c'est son demi-frère Salmane, âgé de 79 ans, qui lui succède sur le trône. Le roi est inhumé le lendemain à Riyad, dans une tombe sans nom après des funérailles nationales, et des hommages venus du monde entier.
Après sa mort, nombre de ses proches sont ciblés par les purges anti-corruption.

## Passions et loisirs
Le roi Abdallah était un grand passionné de chevaux et faisait fréquemment de l'équitation. Pour cela il disposait d'une écurie de plusieurs centaines de chevaux dans un grand ranch nommé « Ferme Janadriyah », situé dans la banlieue de Riyad.

## Descendance
Il a eu neuf épouses, quinze fils et vingt filles.

## Décorations
Décorations saoudiennes
- Collier de l'ordre du roi Abdelaziz
- Collier de l'ordre du roi Fayçal

Décorations étrangères
- Grand-croix de l'ordre de Bonne Espérance ( Afrique du Sud).
- Grand-croix de l'ordre du Libérateur San Martín ( Argentine).
- Grand-croix de l'ordre du Mérite ( Autriche).
- Collier de l'ordre d'Al-Khalifa ( Bahreïn).
- Grand-croix de l'ordre national de la Croix du Sud ( Brésil).
- Collier de l'ordre de la fédération ( Émirats arabes unis).
- Chevalier de l'ordre de la Toison d'or ( Espagne)[15].
- Chevalier grand-croix au grand cordon de l'ordre du Mérite de la République italienne ( Italie).
- Grand cordon de l’ordre du Cèdre ( Liban).
- Médaille de l'ordre de l'Amitié ( Kazakhstan).
- Collier de l'ordre de Mubarak le Grand (en) ( Koweït).
- Chevalier grand-commandeur de l'ordre du Défenseur du Royaume ( Malaisie).
- Chevalier grand-commandeur de l’ordre de la Couronne ( Malaisie).
- Collier de l'ordre du Trône ( Maroc).
- Première classe de l'ordre de la république de Pakistan (en) ( Pakistan).
- Collier de l'ordre de l'Aigle blanc ( Pologne).
- Médaille de l'ordre du Sourire ( Pologne)[16].
- Chevalier grand-croix de l'ordre du Bain ( Royaume-Uni).
- Chevalier grand-croix de l'ordre royal de Victoria ( Royaume-Uni).
- Grand-cordon de l'ordre de la République ( Tunisie).
- Collier de l'ordre du 7-Novembre ( Tunisie).
- Collier de l'ordre de la République ( Turquie).
- Grand-croix de l'ordre national du Mérite du Togo (1978)[17]

## Autres distinctions
- 2008 : Prix Lech-Wałęsa[18].
- 2011 : Loup de bronze[réf. nécessaire].